# 153
| 153                |
| ------------------ |
| Dødsfald - Fødsler |
|                    |

| Gregoriansk kalender | 153 CLIII               |
| Ab urbe condita      | 906                     |
| Armensk kalender     | I/T                     |
| Kinesiske kalender   | 2849 – 2850 壬辰 – 癸巳 |
| Etiopisk kalender    | 145 – 146               |
| Jødisk kalender      | 3913 – 3914             |
| Hindukalendere       |                         |
| - Vikram Samvat      | 208 – 209               |
| - Shaka Samvat       | 75 – 76                 |
| - Kali Yuga          | 3254 – 3255             |
| Iransk kalender      | 469 BP – 468 BP         |
| Islamisk kalender    | 484 BH – 483 BH         |

Se også 153 (tal)